# Доле (остановочный пункт)
До́ле (латыш. Dole) — остановочный пункт на окраине города Саласпилс на железнодорожной линии Рига — Крустпилс. Расположен в восточной части города рядом с частными домами и новостройками. Расстояние до Риги составляет 16.5 км.

## Движение
На станции останавливаются только пригородные поезда, поезда дальнего следования и международные поезда проезжают без остановки. Касса по рабочим дням открыта до 13.55, по выходным — закрыта. Во время, когда касса закрыта, билет можно купить у кондуктора в поезде без наценки.